# آندریا جنتیله
آندریا جنتیله (انگلیسی: Andrea Gentile؛ زادهٔ ۹ فوریهٔ ۱۹۸۰) بازیکن فوتبال اهل ایتالیا است.
از باشگاه‌هایی که در آن بازی کرده‌است می‌توان به باشگاه فوتبال تورینو، باشگاه فوتبال مسینا، باشگاه فوتبال یوونتوس، البیا کالچو ۱۹۰۵، باشگاه فوتبال پادوا، باشگاه فوتبال مونتسا، باشگاه فوتبال کروتونه، باشگاه فوتبال تریستیانا، و باشگاه فوتبال اتلتیکو آرتزو اشاره کرد.
وی همچنین در تیم‌های ملی فوتبال زیر ۱۶ سال ایتالیا و زیر ۱۷ سال ایتالیا بازی کرده‌است.